# Ocotea glaucina
Ocotea glaucina là loài thực vật có hoa trong họ Nguyệt quế. Loài này được (Meisn.) Mez miêu tả khoa học đầu tiên năm 1889.